# Ilha (Pombal)
Ilha era una freguesia portuguesa del municipio de Pombal, distrito de Leiría.

## Historia
Situada al oeste del municipio, y ya limítrofe con el de Leiría, la freguesia de Ilha se constituyó el 30 de junio de 1989, por segregación de la de Mata Mourisca. Con un pasado fuertemente rural de agricultura minifundista, en las últimas décadas el principal sector económico ha pasado a ser la construcción, con numerosas pequeñas empresas dedicadas a esta actividad. Destaca también la producción artesanal de cestería.
Fue suprimida el 28 de enero de 2013, en aplicación de una resolución de la Asamblea de la República portuguesa promulgada el 16 de enero de 2013 al unirse con las freguesias de Guia y Mata Mourisca, formando la nueva freguesia de Guia, Ilha e Mata Mourisca.